# Campisábalos
Campisábalos ist ein Ort und eine Gemeinde (municipio) mit 80 Einwohnern (Stand: 2024) im Südwesten der Provinz Guadalajara in der Autonomen Gemeinschaft Kastilien-La Mancha. 

## Lage und Klima
Campisábalos liegt in einer Höhe von ca. 1350 m in der Kulturlandschaft der Serranía. Die Entfernung zur südlich gelegenen Provinzhauptstadt Guadalajara beträgt ca. 65 Kilometer (Fahrtstrecke). Das Klima ist gemäßigt bis warm; Regen (659 mm/Jahr) fällt übers Jahr verteilt.

## Bevölkerungsentwicklung
| Jahr      | 1970 | 1981 | 1991 | 2001 | 2011 | 2021 |
| Einwohner | 153  | 89   | 58   | 75   | 83   | 66   |

## Sehenswürdigkeiten

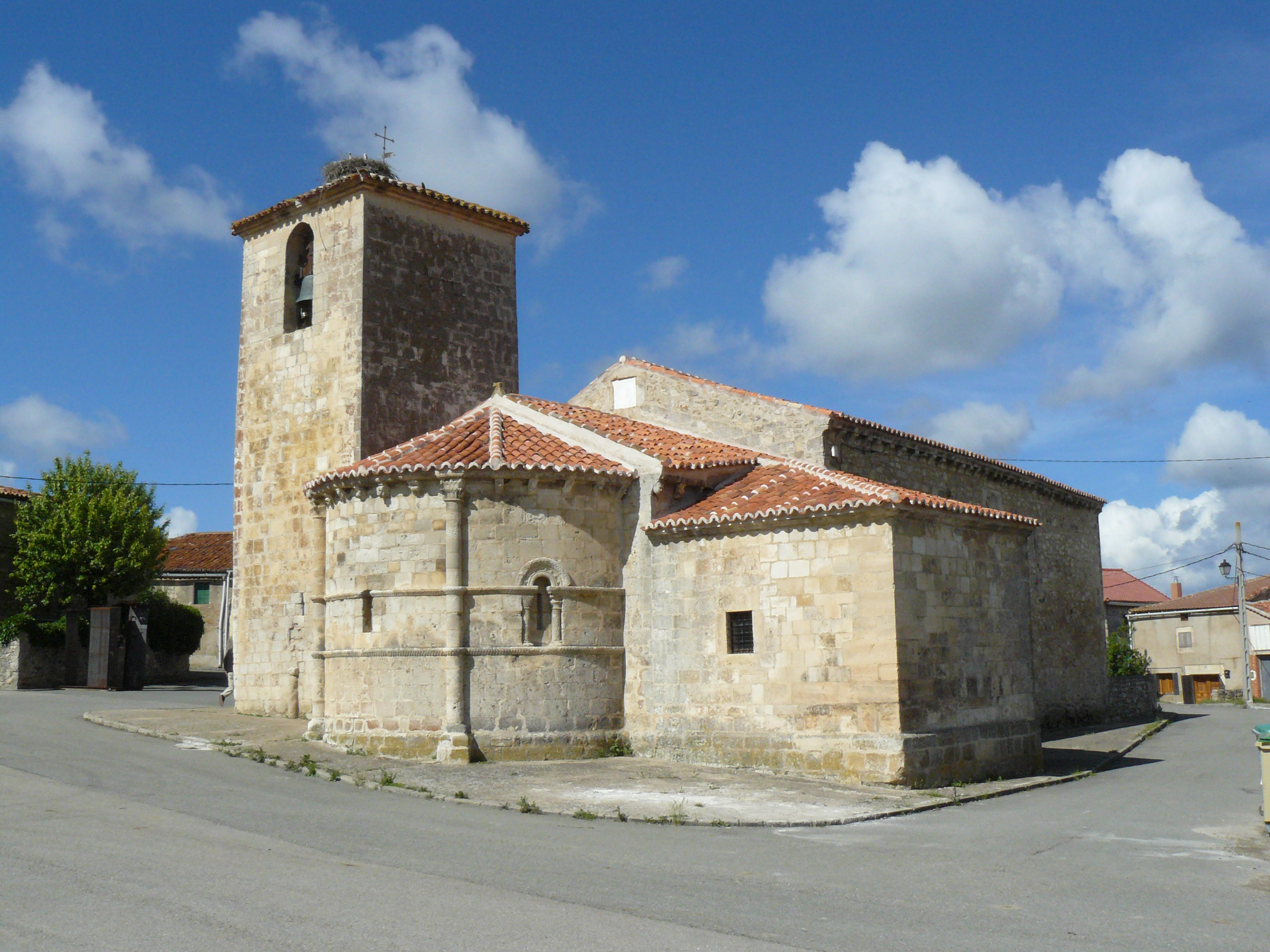
Bartholomäuskirche

- Bartholomäuskirche